# Craniophora melanisans
Craniophora melanisans är en fjärilsart som beskrevs av Edward P. Wiltshire 1980. Craniophora melanisans ingår i släktet Craniophora och familjen nattflyn. Inga underarter finns listade i Catalogue of Life.